# Zéro de Siegel
En mathématiques, plus précisément en théorie analytique des nombres, un zéro de Siegel (ainsi nommé d'après Carl Ludwig Siegel) est un contre-exemple potentiel à l'hypothèse de Riemann généralisée sur les zéros des fonctions L de Dirichlet.
La théorie des fonctions L ne permet pas, à l'heure actuelle, d'exclure la possibilité de l'existence d'un nombre complexe {\displaystyle s}
proche de 1, en un sens quantifiable, vérifiant L(s, χ) = 0
pour un certain caractère de Dirichlet χ. Des résultats importants sur ce type de zéros des fonctions L furent obtenus dans les années 1930 par Carl Ludwig Siegel. Ce dernier ne fut pas le premier à les étudier, et on les appelle parfois les zéros de Landau-Siegel pour reconnaître également le travail d'Edmund Landau.
L'existence éventuelle d'un zéro de Siegel mène à l'estimation non effective L(1, χ) > C(ε)q–ε pour tout ε > 0, où q désigne le module du caractère χ et C(ε) > 0 est un réel pouvant dépendre de ε.
Lorsque ε < 1/2, la démonstration de cette inégalité ne fournit pas de valeur explicite de C(ε) (voir également résultats effectifs en théorie des nombres).
L'importance des éventuels zéros de Siegel apparaît dans tous les résultats connus sur les « régions sans zéros » des fonctions L. Elles montrent toutes une « indentation » près de s = 1, et ressemblent ailleurs aux régions sans zéros de la fonction zêta de Riemann : elles sont situées sur la gauche de la droite Re(s) = 1, laquelle leur est asymptote.
La formule du nombre de classes relie le nombre de classes d'un corps quadratique à la valeur L(1, χ) pour un certain caractère de Dirichlet χ. La minoration précédente permet ainsi de minorer le nombre de classes, une question qui remonte à Carl Friedrich Gauss. Siegel a montré que les éventuels zéros qui portent son nom sont nécessairement d'un type très particulier (plus précisément, ils ne peuvent apparaître que lorsque χ est un caractère réel, qui est un symbole de Jacobi), et que pour tout module q, il en existe au plus un seul. Ainsi la non existence des zéros de Siegel découlerait d'un cas très particulier de l'hypothèse de Riemann généralisée. Les études récentes sur ce sujet empruntent les méthodes des travaux de Kurt Heegner de la théorie des nombres transcendants, et de ceux de Dorian Goldfeld combinées avec le théorème de Gross-Zagier sur les points de Heegner.